# 고유 성분 식별자
고유 성분 식별자(固有成分識別子, 영어: Unique Ingredient Identifier, UNII)는 물질의 분자 구조 또는 설명 정보와 링크된 영문과 숫자로 조합된 식별자이며, 미국 식품의약국(FDA)의 글로벌 물질 등록 시스템(GSRS)에 의해 관리된다. 국제 표준화 기구 ISO 11238 및 ISO DTS 19844에서 규정한 표준에 따라 화학 물질, 단백질, 핵산, 중합체, 구조적으로 다양한 물질 또는 혼합물로 물질들을 분류한다. 고유 성분 식별자는 비독점적이고, 고유하며, 모호하지 않으며, 생성 및 사용이 자유롭다. 고유 성분 식별자는 "원자에서부터 생물체에 이르는 모든 물질"들을 포함할 수 있을 만큼 충분히 광범위한 복잡성을 가지는 물질에 대해 생성될 수 있다.

## 예시
| 선호 용어    | UNII       |
| ------------ | ---------- |
| 메타돈염산염 | 229809935B |
| 메타돈       | UC6VBE7V1Z |
| 산소         | S88TT14065 |
| 수소         | 7YNJ3PO35Z |
| 물           | 059QF0KO0R |

## 같이 보기
- 미국 식품의약국